# Camaiore
Camaiore je italské město o asi 33 tisících obyvatel v provincii Lucca. V oblasti je doloženo osídlení již neandertálci před asi 40 tisíci lety. Žili zde i Etruskové a Ligurové. První písemný doklad pochází z 8. století, kdy zde byl založen Klášter sv. Petra (Badia di San Pietro). Hradby město dostalo v roce 1255. Hlavní kostel města, kolegiátní chrám Panny Marie Nanebevzaté, pochází z roku 1278.
Ke dni 31. prosince 2015 zde žilo 32 513 obyvatel.

## Partnerská města
- Rovinj, Chorvatsko
- Überherrn, Německo
- L'Hôpital, Francie
- Castel di Casio, Itálie
- Carpentras, Francie